# World Championship Tennis 1977
Il World Championship Tennis 1977 è stata una serie di tornei di tennis, rivale del Colgate-Palmolive Grand Prix 1977. È stato organizzata dalla World Championship Tennis (WCT). È iniziato il 12 gennaio con l'ATP Birmingham ed è terminato il 15 maggio con la finale del WCT Finals di Dallas.

## Calendario

### Legenda
| WCT Finals     |
| Serie regolare |

### Gennaio
| Settimana  | Torneo                                                                                       | Vincitore                             | Finalista                 | Semifinalisti                 | Eliminati ai quarti                                      |
| ---------- | -------------------------------------------------------------------------------------------- | ------------------------------------- | ------------------------- | ----------------------------- | -------------------------------------------------------- |
| 12 gennaio | ATP Birmingham 1977 Birmingham, Stati Uniti 175 000 $ - Sintetico indoor Singolare - Doppio  | Jimmy Connors 6-3 6-3                 | Bill Scanlon              | Eddie Dibbs Raymond Moore     | Cliff Drysdale Sandy Mayer Vitas Gerulaitis Ilie Năstase |
| 12 gennaio | ATP Birmingham 1977 Birmingham, Stati Uniti 175 000 $ - Sintetico indoor Singolare - Doppio  | Wojciech Fibak Tom Okker 6–3, 6–4     | Billy Martin Bill Scanlon | Eddie Dibbs Raymond Moore     | Cliff Drysdale Sandy Mayer Vitas Gerulaitis Ilie Năstase |
| 24 gennaio | U.S. Pro Indoor 1977 Filadelfia, Stati Uniti 200 000 $ - Sintetico indoor Singolare - Doppio | Dick Stockton 3–6, 6–4, 3–6, 6–1, 6–2 | Jimmy Connors             | Jeff Borowiak Cliff Drysdale  | Ken Rosewall Vijay Amritraj Bernie Mitton Tony Roche     |
| 24 gennaio | U.S. Pro Indoor 1977 Filadelfia, Stati Uniti 200 000 $ - Sintetico indoor Singolare - Doppio | Bob Hewitt Frew McMillan 7–5, 6–3     | Wojciech Fibak Tom Okker  | Jeff Borowiak Cliff Drysdale  | Ken Rosewall Vijay Amritraj Bernie Mitton Tony Roche     |
| 31 gennaio | Richmond WCT 1977 Richmond, Stati Uniti 50 000 $ - Sintetico indoor Singolare - Doppio       | Tom Okker 3-6 6-3 6-4                 | Vitas Gerulaitis          | Corrado Barazzutti Tony Roche | Ross Case Adriano Panatta Manuel Orantes Ilie Năstase    |
| 31 gennaio | Richmond WCT 1977 Richmond, Stati Uniti 50 000 $ - Sintetico indoor Singolare - Doppio       | Wojciech Fibak Tom Okker 6–4, 6–4     | Ross Case Tony Roche      | Corrado Barazzutti Tony Roche | Ross Case Adriano Panatta Manuel Orantes Ilie Năstase    |

### Febbraio
| Settimana   | Torneo                                                                                          | Vincitore                              | Finalista                    | Semifinalisti                | Eliminati ai quarti                                      |
| ----------- | ----------------------------------------------------------------------------------------------- | -------------------------------------- | ---------------------------- | ---------------------------- | -------------------------------------------------------- |
| 7 febbraio  | Mexico City WCT 1977 Città del Messico, Messico 100 000 $ - Sintetico indoor Singolare - Doppio | Ilie Năstase 4-6 6-2 7-6               | Wojciech Fibak               | Adriano Panatta Ken Rosewall | Cliff Drysdale Jan Kodeš Vitas Gerulaitis Manuel Orantes |
| 7 febbraio  | Mexico City WCT 1977 Città del Messico, Messico 100 000 $ - Sintetico indoor Singolare - Doppio | Wojciech Fibak Tom Okker 6-2, 6-3      | Ilie Năstase Adriano Panatta | Adriano Panatta Ken Rosewall | Cliff Drysdale Jan Kodeš Vitas Gerulaitis Manuel Orantes |
| 16 febbraio | Toronto Indoor 1977 Toronto, Canada 100 000 $ - Sintetico indoor Singolare - Doppio             | Dick Stockton 5-6 ritiro               | Jimmy Connors                | Eddie Dibbs Tom Okker        | Rod Laver Ken Rosewall Tony Roche Ross Case              |
| 16 febbraio | Toronto Indoor 1977 Toronto, Canada 100 000 $ - Sintetico indoor Singolare - Doppio             | Wojciech Fibak Tom Okker 6-4, 6-1      | Ross Case Tony Roche         | Eddie Dibbs Tom Okker        | Rod Laver Ken Rosewall Tony Roche Ross Case              |
| 28 febbraio | Monterrey Grand Prix 1977 Monterrey, Messico 100 000 $ - Sintetico indoor Singolare - Doppio    | Wojciech Fibak 6-4 6-3                 | Vitas Gerulaitis             | Cliff Drysdale Bill Scanlon  | Manuel Orantes Raúl Ramírez Harold Solomon Eddie Dibbs   |
| 28 febbraio | Monterrey Grand Prix 1977 Monterrey, Messico 100 000 $ - Sintetico indoor Singolare - Doppio    | Ross Case Wojciech Fibak 3-6, 6-3, 6-4 | Billy Martin Bill Scanlon    | Cliff Drysdale Bill Scanlon  | Manuel Orantes Raúl Ramírez Harold Solomon Eddie Dibbs   |

### Marzo
| Settimana | Torneo                                                                                                   | Vincitore                                        | Finalista                    | Semifinalisti                | Eliminati ai quarti                                             |
| --------- | --- | ------------------------------------------------ | ---------------------------- | ---------------------------- | --------------------------------------------------------------- |
| 14 marzo  | St. Louis WCT 1977 St. Louis, Stati Uniti 100 000 $ - Sintetico indoor Singolare - Doppio                | Jimmy Connors 7-6 6-2                            | John Alexander               | Harold Solomon Ilie Năstase  | Cliff Drysdale Grover Reid Ken Rosewall Bernie Mitton           |
| 14 marzo  | St. Louis WCT 1977 St. Louis, Stati Uniti 100 000 $ - Sintetico indoor Singolare - Doppio                | Ilie Năstase Adriano Panatta 6–4, 3–6, 7–6       | Vijay Amritraj Dick Stockton | Harold Solomon Ilie Năstase  | Cliff Drysdale Grover Reid Ken Rosewall Bernie Mitton           |
| 21 marzo  | Rotterdam Open 1977 Rotterdam, Paesi Bassi 100 000 $ - Sintetico indoor Singolare - Doppio               | Dick Stockton 2-6 6-3 6-3                        | Ilie Năstase                 | Wojciech Fibak Mark Cox      | Vijay Amritraj Corrado Barazzutti Cliff Drysdale John Alexander |
| 21 marzo  | Rotterdam Open 1977 Rotterdam, Paesi Bassi 100 000 $ - Sintetico indoor Singolare - Doppio               | Wojciech Fibak Tom Okker 6–4, 6–4                | Vijay Amritraj Dick Stockton | Wojciech Fibak Mark Cox      | Vijay Amritraj Corrado Barazzutti Cliff Drysdale John Alexander |
| 28 marzo  | Rothmans International London 1977 Londra, Gran Bretagna 100 000 $ - Sintetico indoor Singolare - Doppio | Eddie Dibbs 7-6 6-7 6-4                          | Vitas Gerulaitis             | Vijay Amritraj Dick Stockton | Ilie Năstase Ross Case Wojciech Fibak Harold Solomon            |
| 28 marzo  | Rothmans International London 1977 Londra, Gran Bretagna 100 000 $ - Sintetico indoor Singolare - Doppio | Ilie Năstase Adriano Panatta 7–6(5), 6(3)–7, 6-3 | Mark Cox Eddie Dibbs         | Vijay Amritraj Dick Stockton | Ilie Năstase Ross Case Wojciech Fibak Harold Solomon            |

### Aprile
| Settimana | Torneo | Vincitore                                 | Finalista                          | Semifinalisti                  | Eliminati ai quarti                                       |
| --------- | --- | ----------------------------------------- | ---------------------------------- | ------------------------------ | --------------------------------------------------------- |
| 4 aprile  | Monte Carlo Open 1977 Monte Carlo, Monaco 100 000 $ - Terra rossa Singolare - Doppio                       | Björn Borg 6-3 7-5 6-0                    | Corrado Barazzutti                 | Jan Kodeš Guillermo Vilas      | Balázs Taróczy Wojciech Fibak Eddie Dibbs Adriano Panatta |
| 4 aprile  | Monte Carlo Open 1977 Monte Carlo, Monaco 100 000 $ - Terra rossa Singolare - Doppio                       | François Jauffret Jan Kodeš 2-6, 6-3, 6-2 | Wojciech Fibak Tom Okker           | Jan Kodeš Guillermo Vilas      | Balázs Taróczy Wojciech Fibak Eddie Dibbs Adriano Panatta |
| 11 aprile | Houston Open 1977 Houston, Stati Uniti 100 000 $ - Terra rossa Singolare - Doppio                          | Adriano Panatta 7-6 6-7 6-1               | Vitas Gerulaitis                   | Eddie Dibbs Ilie Năstase       | Ken Rosewall Harold Solomon Tony Roche Ross Case          |
| 11 aprile | Houston Open 1977 Houston, Stati Uniti 100 000 $ - Terra rossa Singolare - Doppio                          | Ilie Năstase Adriano Panatta 6-3, 6-4     | John Alexander Phil Dent           | Eddie Dibbs Ilie Năstase       | Ken Rosewall Harold Solomon Tony Roche Ross Case          |
| 19 aprile | Carolinas International Tennis 1977 Charlotte, Stati Uniti 100 000 $ - Sintetico indoor Singolare - Doppio | Corrado Barazzutti 7-6 6-0                | Eddie Dibbs                        | Adriano Panatta John Alexander | Tom Okker Cliff Drysdale Harold Solomon Tony Roche        |
| 19 aprile | Carolinas International Tennis 1977 Charlotte, Stati Uniti 100 000 $ - Sintetico indoor Singolare - Doppio | Tom Okker Ken Rosewall 6–1, 3–6, 7–6      | Corrado Barazzutti Adriano Panatta | Adriano Panatta John Alexander | Tom Okker Cliff Drysdale Harold Solomon Tony Roche        |

### Maggio
| Settimana | Torneo                                                                                     | Vincitore                                       | Finalista                        | Semifinalisti                | Eliminati ai quarti                                        |
| --------- | ------------------------------------------------------------------------------------------ | ----------------------------------------------- | -------------------------------- | ---------------------------- | ---------------------------------------------------------- |
| 4 maggio  | Masters Doubles WCT 1977 Kansas City, Stati Uniti 200 000 $ - Sintetico indoor Doppio      | Vijay Amritraj Dick Stockton 7–6, 7–6, 4–6, 6–3 | Vitas Gerulaitis Adriano Panatta |                              |                                                            |
| 10 maggio | WCT Finals 1977 Dallas, Stati Uniti WCT Finals 200 000 $ - Sintetico indoor - 8S Singolare | Jimmy Connors 6–7, 6–1, 6–4, 6–3                | Dick Stockton                    | Eddie Dibbs Vitas Gerulaitis | Adriano Panatta Ilie Năstase Wojciech Fibak Cliff Drysdale |

### Giugno
Nessun evento

### Luglio
Nessun evento

### Agosto
Nessun evento

### Ottobre
Nessun evento

### Novembre
Nessun evento

### Dicembre
Nessun evento

## Eventi speciali
| Settimana                       | Torneo | Vincitore                              | Finalista     | Semifinalisti             | Eliminati ai quarti                                 |
| ------------------------------- | --- | -------------------------------------- | ------------- | ------------------------- | --------------------------------------------------- |
| 10 marzo 10 luglio 17 settembre | WCT Tournament of Champions 1977 Lakeway e New York, Stati Uniti Terra rossa/Sintetico indoor 200 000 $ Singolare | Harold Solomon 7–6, 6–2, 2–6, 0–6, 6–3 | Ken Rosewall  | Eddie Dibbs Dick Stockton | Ilie Năstase Vijay Amritraj Jimmy Connors Phil Dent |
| 10 aprile                       | WCT Challenge Cup 1977 Las Vegas, USA Sintetico indoor - 100 000 $ Singolare                                      | Ilie Năstase 3–6, 7–6, 6–4, 7–5        | Jimmy Connors | N.A.                      | N.A.                                                |
| 14 novembre                     | WCT Challenge Cup 1977 2 Las Vegas, Stati Uniti Sintetico indoor - 320 000 $ Singolare                            | Jimmy Connors 6–2, 5–6, 3–6, 6–2, 6–5  | Roscoe Tanner |                           | Round Robin                                         |